# Pseudonortonia bhamensis
Pseudonortonia bhamensis är en stekelart som beskrevs av Giordani Soika 1941. Pseudonortonia bhamensis ingår i släktet Pseudonortonia och familjen Eumenidae. Utöver nominatformen finns också underarten P. b. flavolimbata.